# Aquin (Haiti)
Aquin este o comună din arondismentul Aquin, departamentul Sud, Haiti, cu o suprafață de 638,59 km2 și o populație de 94.773 locuitori (2009).